# A Different World
A Different World er en amerikansk tv-serie, det opstod som spin-off af tv-serien Cosby & Co. Serien lagde ud med at følge Denise Huxtable og hendes oplevelser som studerende på det historisk afro-amerikanske college Hillman, men hun forlod serien efter første sæson. Serien fokuserede på emner som klasseskel og racisme - hvad der blev undgået i Cosby & Co. - og i 1990 var den en af de første amerikansk producerede tv-serier til at italesætte HIV-smitten.
| Fjernsyn | Spire Denne artikel om et tv-program er en spire som bør udbygges. Du er velkommen til at hjælpe Wikipedia ved at udvide den. |